# Battlefield 4
A  Battlefield 4 egy first-person shooter videójáték, melyet az EA DICE fejlesztett és az Electronic Arts adott ki 2013. október 29-én. Megjelent Microsoft Windows-ra,PS3-ra, PS4-re, Xbox 360-ra és Xbox One-ra is. A Battlefield sorozat 12. tagja a 2011-es Battlefield 3 után.
A játék meglehetősen pozitív fogadtatásban részesült, a kezdeti játékbeli hibák ellenére. Dicsérték a multiplayer módot, a játékmenetet, és a grafikát, de kritizálták a rövid és felejthető singleplayer kampány miatt. Elődjéhez hasonlóan sikeres eladási számokat produkált.

## Játékmenet
A játék a sorozat eddigi részeit követve ismét a háborús vonalra fókuszál, nagy csataterekkel, rengeteg fegyverrel és járművel. A fegyverekre és járművekre a Battlefield 3-hoz hasonlóan több hasznos kiegészítőt is szerelhetünk, miután feloldottuk őket. Megjelennek a szokásos játékmódok, kevés újdonsággal kiegészülve, a legnépszerűbb módok továbbra is a Conquest és a Rush maradtak a játékosok körében. Az elődjéhez képest még részletesebb és még rombolhatóbb környezetet kapunk, az új, Frostbite 3 motornak köszönhetően.
A játékból ismét lehetőségünk van Premium kiadást vásárolni, mely az összes DLC-t tartalmazza. Ezekből öt készült; China Rising, Second Assault, Naval Strike, Dragon's Teeth és a Final Stand. A sorozatban először lehetőségünk van Battlepack-eket vásárolni a játékban, melyek fegyverkiegészítőket illetve XP boost-okat tartalmazhatnak. Ami nem újdonság, hogy ismét vásárolhatunk shortcut-okat a játékbeli fegyverek és kiegészítők azonnali feloldása érdekében.

### Kampány
Az egyjátékos kampánynak több különbsége van a fő többjátékos összetevőtől. A játékosnak javarészt a mini-sandbox stílusú szinteken kell haladnia, bizonyos esetekben járművekkel, például tankokkal és csónakokkal, hogy bejárja a környezetet. Mint játékos karakter, Recker, a játékos két, csak kampányhoz tartozó funkciót használhat: az Engage parancsot és a taktikai távcsövet. Az Engage parancs utasítja Recker osztagokat és esetenként más baráti egységeket, hogy támadjanak meg bármilyen ellenséget Recker látóterében. A taktikai távcső hasonlít a lézerjelzőhöz, abban az értelemben, hogy lehetővé teszi a játékos számára, hogy azonosítsa a barátságos és ellenséges egységeket, fegyvertartókat, robbanóanyagokat és célokat a mezőn. Az ellenségek azonosításával a játékos a szemellenző használata nélkül is láthatóvá teheti őket, megkönnyítve ezzel csapattársaik számára a jelölést. Egy ponton Recker rövid időre elveszíti a taktikai védőrácsot, és arra kényszeríti őket, hogy csak az Engage paranccsal használják a csapattársait korlátozott számú ellenségre. 
A kampány olyan feladatokat tartalmaz, amelyek speciális műveleteket igényelnek, és a befejezésük után kinyitják a többszereplős játékokban használható fegyvereket. Gyűjthető fegyverek visszaút bevezetésével együtt gyűjthető dögcédula amelyeket fel lehet használni a multiplayerben. A fegyveres ládák minden szinten megtalálhatók, így a játékosok lőszert szerezhetnek és fegyvert válthatnak. Míg a ládák alapértelmezett fegyvereket tartalmaznak, gyűjthető fegyverek használhatók, amikor megszerzik őket, és szintspecifikus fegyverek is használhatók, ha egy adott küldetés feladata befejeződött, elegendő pont megszerzésével egy szinten.